# Tbilisi Cup 2015
La Tbilisi Cup del 2015 fue la tercera edición del torneo de rugby que anualmente se celebra en el Avchala Stadium de la capital de Georgia.

## Equipos participantes
- Selección de rugby de Georgia (Los Lelos)
- Selección de rugby de Irlanda A (Emerging Ireland)
- Selección de rugby de Italia A (Italia A)
- Selección de rugby de Uruguay (Los Teros)

## Posiciones[2]
| Pos. | Equipo           | Encuentros | Encuentros | Encuentros | Encuentros | Tantos  | Tantos    | Tantos     | Puntos Bonus | Puntos Totales |
| Pos. | Equipo           | jugados    | ganados    | empatados  | perdidos   | a favor | en contra | diferencia | Puntos Bonus | Puntos Totales |
| ---- | ---------------- | ---------- | ---------- | ---------- | ---------- | ------- | --------- | ---------- | ------------ | -------------- |
| 1    | Emerging Ireland | 3          | 3          | 0          | 0          | 103     | 19        | + 84       | 3            | 15             |
| 2    | Italia A         | 3          | 2          | 0          | 1          | 49      | 48        | + 1        | 0            | 8              |
| 3    | Georgia          | 3          | 1          | 0          | 2          | 41      | 81        | - 40       | 0            | 4              |
| 4    | Uruguay          | 3          | 0          | 0          | 3          | 30      | 75        | - 45       | 0            | 0              |

Nota: Se otorgan 4 puntos al equipo que gane un partido y 2 al que empate
Puntos Bonus: 1 punto por convertir 4 tries o más en un partido y 1 al equipo que pierda por no más de 7 tantos de diferencia

## Resultados[3]

### Primera fecha
| 13 de junio 17:00 | Italia A | 0 - 25  | Emerging Ireland |  |  |
|                   |          | Reporte |                  |  |  |

| 13 de junio 19:00 | Georgia | 19 - 10 | Uruguay |  |  |
|                   |         | Reporte |         |  |  |

### Segunda fecha
| 17 de junio 17:00 | Uruguay | 7 - 33  | Emerging Ireland |  |  |
|                   |         | Reporte |                  |  |  |

| 17 de junio 19:00 | Georgia | 10 - 26 | Italia A |  |  |
|                   |         | Reporte |          |  |  |

### Tercera fecha
| 21 de junio 17:00 | Uruguay | 13 - 23 | Italia A |  |  |
|                   |         | Reporte |          |  |  |

| 21 de junio 19:00 | Georgia | 12 - 45 | Emerging Ireland |  |  |
|                   |         | Reporte |                  |  |  |

| Bandera de Irlanda       |
| Campeón Emerging Ireland |
| Primer título            |